# تقسيم إداري

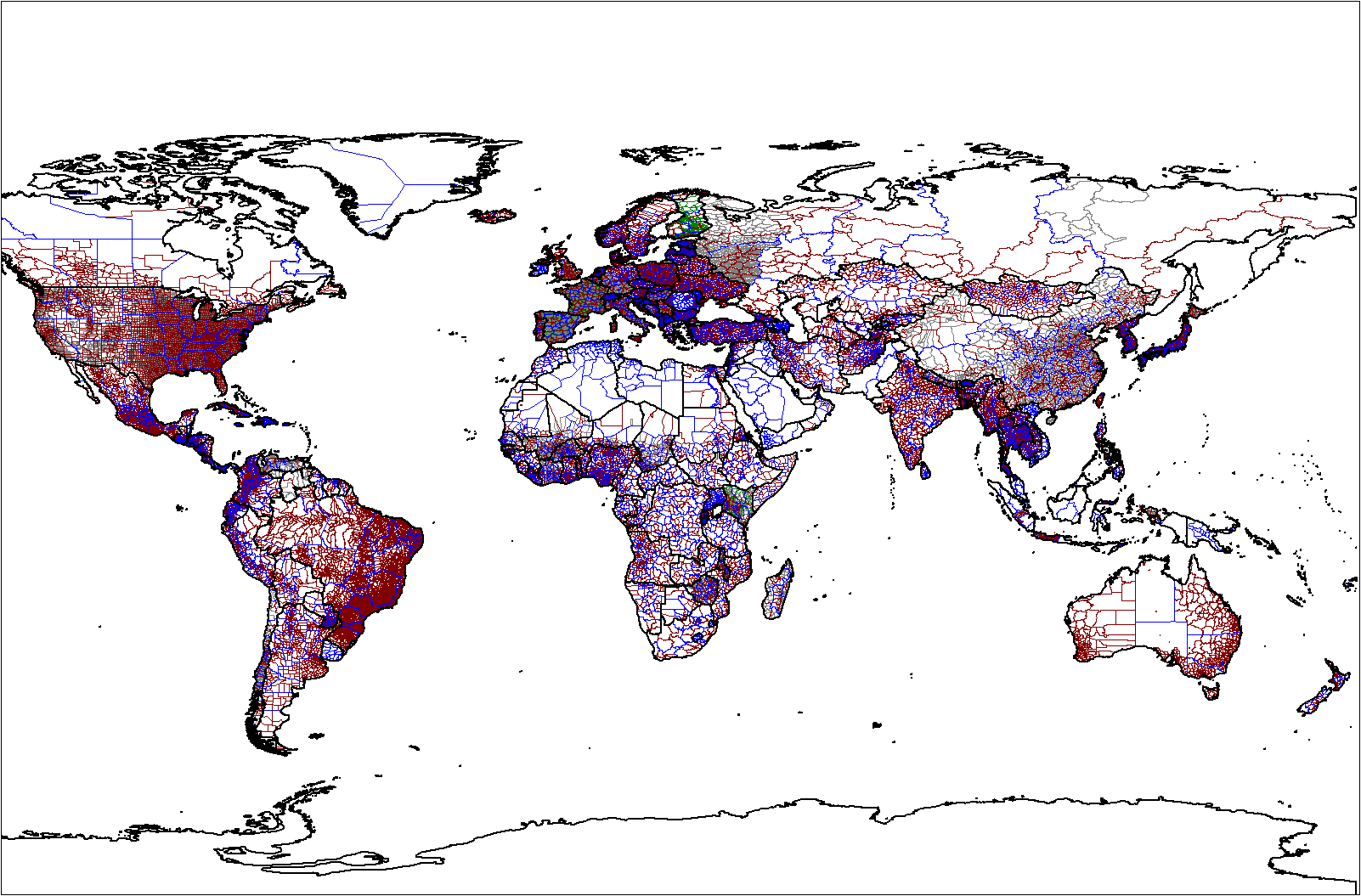
التقسيمات الإدارية العالمية

التقسيم الإداري أو التشكيلة الإدارية أو الدائرة الإدارية هي مناطق جغرافية تُقسم دولة ذات سيادة مستقلة إليها. عادةً ما تكون لهذه الوحدة سلطة إدارية تتمتع بالقدرة على اتخاذ قرارات إدارية أو سياسية لمنطقتها.
عادةً ما تحتوي الدول ذات السيادة على عدة مستويات من التقسيم الإداري. تشمل الأسماء الشائعة لأكبر التقسيمات الإدارية الرئيسية: الولايات (الولايات الفرعية، وليست الدول ذات السيادة)، والمقاطعات، والأراضي، والأوبلاست والمناطق. هذه بدورها غالبًا ما تقسم إلى وحدات إدارية أصغر تُعرف بأسماء مثل كوماركا، الرايون أو المديرية، والتي تقسم بشكل إضافي إلى بلديات أو كوميونات أو مجتمعات تشكل أصغر وحدات التقسيم (الحكومات المحلية). بعض أسماء التقسيمات الإدارية (مثل الدوائر، الكانتونات، المحافظات، المقاطعات أو الولايات) تستخدم للتقسيمات الرئيسية أو على مستوى ثاني أو ثالث.
يختلف العدد الدقيق لمستويات التقسيمات الإدارية وهيكلها كثيرًا من بلد إلى آخر (وأحيانًا داخل البلد الواحد). عادةً، كلما كان البلد أصغر (من حيث المساحة أو السكان)، قل عدد مستويات التقسيمات الإدارية فيه. مثلًا، لا تحتوي مدينة الفاتيكان على أي تقسيمات إدارية، وموناكو لديها مستوى واحد فقط (كلاهما دولتان مدينتان)، بينما تحتوي دول مثل فرنسا وباكستان على خمسة مستويات لكل منهما. تتكون الولايات المتحدة من ولايات، ممتلكات، وأقاليم، ومنطقة فيدرالية، وكل منها يحتوي على عدد مختلف من التقسيمات الفرعية.
التقسيم الإداري الرئيسي للبلد يُطلق عليه أحيانًا «التقسيم الإداري من المستوى الأول (أو الدرجة الأولى)» أو «المستوى الإداري الأول». قد يُطلق على التقسيم الفرعي التالي «التقسيم الإداري من المستوى الثاني» أو «المستوى الإداري الثاني» وهكذا. يقدم معيار «تسمية الوحدات الإقليمية للإحصاء» مصطلحات بديلة تُعرف التقسيم الرئيسي بالمستوى الثاني.
التقسيمات الإدارية من الناحية المفاهيمية منفصلة عن الأقاليم التابعة، حيث أن الأولى تُعد جزءًا لا يتجزأ من الدولة بينما تكون الأخرى تحت شكل أقل من السيطرة. يمكن أن يشمل مصطلح «التقسيم الإداري» الأقاليم التابعة بالإضافة إلى التقسيمات الإدارية المعترف بها (مثلًا، في قواعد البيانات الجغرافية).
المجتمعات المتحدة في اتحاد تحت حكومة فيدرالية تُعرف على وجه التحديد بالولايات الفيدرالية. يمكن الإشارة إلى الولاية الفيدرالية ليس فقط كولاية، بل أيضًا كمقاطعة، أو منطقة، أو كانتون، أو أرض، أو محافظة، أو أوبلاست، أو إمارة، أو بلد.
الوحدات الإدارية التي ليست فيدرالية أو كونفدرالية ولكن تتمتع بدرجة أكبر من الحكم الذاتي أو الإدارة الذاتية مقارنةً بالأقاليم الأخرى داخل نفس البلد يمكن اعتبارها مناطق ذات حكم ذاتي أو دول مكونة بحكم الواقع لذلك البلد. يسمي بعض المؤلفين هذه العلاقة بالفيدرالية غير المتكافئة. مثال على ذلك هو الجمهورية ذاتية الحكم في قرقل باغستان داخل أوزبكستان.

## أمثلة بالعربية
| - محافظة - منطقة - قضاء - ناحية - إيالة - سنجق - بلدية | - مقاطعة - إقليم - ولاية - إمارة - شعبية - جهة - باشوية | - مديرية - إقليم - مركز - معتمدية - دائرة - لواء - عزلة | - حي - حارة - محلة - شياخة - قسم |

## حسب البلد
- تقسيم إداري مغربي
- تقسيم إداري جزائري
- تقسيم إداري مصري
- تقسيم إداري تونسي
- بلدية المقاطعات الإقليمية